# Krasîlivka, Brovarî
Krasîlivka (în ucraineană Красилівка) este o comună în raionul Brovarî, regiunea Kiev, Ucraina, formată numai din satul de reședință.

## Demografie
Componența lingvistică a comunei Krasîlivka
     Ucraineană (97,54%)
     Rusă (2,26%)
     Alte limbi (0,12%)
Conform recensământului din 2001, majoritatea populației comunei Krasîlivka era vorbitoare de ucraineană (97,54%), existând în minoritate și vorbitori de rusă (2,26%).